# Dama de Yue
La Dama de Yue, també coneguda com la Donzella del Bosc del Sud, va ser una espadatxina de renom que va viure en l'Estat de Yue durant el regnat del Rei Goujian de Yue (496-465 aEC).
Pel consell dels seus assessors, Goujian va contactar amb la Donzella del Bosc del Sud, i ella va anar visitar-lo. Goujian va quedar tan impressionat amb la seva habilitat amb l'espasa que li va donar el títol de la "Dama de Yue", i la va nomenar perquè entrenés als oficials del seu l'exèrcit, que al seu torn instruïren al seu exèrcit.